# Andrew Vanzie
Andrew Vanzie (26 novembre 1990) è un calciatore giamaicano, centrocampista degli Humble Lions e della nazionale giamaicana.

## Carriera

### Club
Ha sempre giocato nel campionato giamaicano.

### Nazionale
Ha esordito in nazionale nel 2011.
Viene convocato per la Copa América Centenario negli Stati Uniti.